# Zoutziederij (Hulst)
De zoutziederij was een pand dat zich bevond op de hoek van de Kreupelstraat en de Kleine Bagijnestraat te Hulst.

## Geschiedenis
Ten noorden van Hulst werd vanouds de moernering bedreven. Deze methode om zout te winnen had echter tot gevolg dat veel veengrond verdween waardoor de kustverdediging in gevaar kwam. Ongeveer honderd zoutketen waren te vinden langs de Saxvliet, de toegangsweg tot de haven van Hulst. Het afval van de zoutketen werd gestort op de Schelphoek, de latere vestigingsplaats van het Minderbroedersklooster.
Reeds in de 16e eeuw werd de moernering verboden. Men betrok sindsdien het zout uit Frankrijk, vooral vanuit de Baai van Bourgneuf, later ook vanuit Spanje en Portugal. Dit was ingedampt zeezout, dat echter nog ruw van kwaliteit was en geraffineerd moest worden. De Hulsterse zoutketen legden zich hierop toe en verkregen een goede naam.
Eén van de laatste zoutziederijen werd omstreeks 1840 opgericht. Toen kochten Philippus Maertens, stedelijk ontvanger van Hulst, en Cornelis Fassaert, brouwer bij de "De Halve Maan", een stuk grond aan de Kleine Bagijnenstraat, waarop zij onder meer een zoutziederij bouwden. Naar verluidt werd er uit het aldus gewonnen keukenzout ook soda geproduceerd volgens het Leblancproces. Dit kan echter zeer onwaarschijnlijk worden geacht, gezien de schaal waarop een Leblancfabriek werd bedreven en de bijkomende milieubezwaren, zoals emissie van zoutzuur en zwavelwaterstof. De zoutziederij heeft tot ongeveer 1860 bestaan.  
De gebouwen werden vervolgens omgebouwd tot een brouwerij, die "De Eendragt" heette. De brouwerij was in bedrijf tot de jaren 30 van de 20e eeuw, waarna tot 1940 nog -uit Breda aangevoerd- bier van Drie Hoefijzers werd gebotteld. Na de Tweede Wereldoorlog diende het gebouw nog tot paardenstalling en vervolgens tot machinefabriek "De Bakker".

## Verval
Het complex raakte vervolgens in verval. Er werden pogingen ondernomen om het te redden, in 1992 waren er plannen voor een industriemuseum en werd ook de Stichting Behoud Zoutziederij Hulst opgericht. Het pand werd echter nimmer op de monumentenlijst geplaatst. In 2000 bleek de gemeente voornemens om het gebouw te slopen en er nieuwbouw te stichten. De eigenaar wachtte op een bod en de gebouwen vervielen zienderogen. In 2009 stortte het dak in, waarbij ook een deel van het kenmerkende klokgeveltje instortte.
Uiteindelijk werd het complex in 2011 gesloopt, waarna er op deze plaats appartementen werden gebouwd voor begeleid wonende jongeren. Het geveltje van de oorspronkelijke zoutziederij zou worden gereconstrueerd en opgenomen in het nieuwbouwcomplex.